# Acanthothamnus aphyllus
Acanthothamnus aphyllus es la única especie del género monotípico Acanthotamnus,  perteneciente a la familia de las celastráceas. Es  originaria de  México donde se encuentra en San Luis Potosí y Puebla.

## Taxonomía
Acanthothamnus aphyllus fue descrita por (Schltdl.) Standl. y publicado en Contributions from the United States National Herbarium 23(3): 684. 1923.
Sinonimia
- Acanthothamnus viridis Brandegee
- Celastrus aphyllus Schltdl. basónimo[3][4]